# Oceanapia tuber
Oceanapia tuber är en svampdjursart som först beskrevs av William Lundbeck 1902.  Oceanapia tuber ingår i släktet Oceanapia och familjen Phloeodictyidae. Inga underarter finns listade i Catalogue of Life.